# Iuvenes
Iuvenes – polski zespół muzyczny założony w 1996 roku w Pile. Początkowo muzycy grali dark ambient, później zmienili stylistykę na viking metalową. Zespół wydał trzy albumy studyjne, minialbum, dwie kompilacje, dwa dema oraz split nagrany z zespołem Leviathan.
W 2009 roku zespół został rozwiązany.

## Dyskografia[1]

### Albumy
- Triumph Of The Will (2006) - EP
- Towards Sources Of Honour And Pride (2005)
- When Heroes Will Rise (2002)
- Riddle Of Steel (2000)

### Inne
- Blood, Steel And Temper Of Spirit (2004) - kompilacja
- Iuvenes / Leviathan (2003) - split
- Empire Of Iuvenes (2001) - kompilacja
- The Empyrean Call's of Wolves (1998) - demo
- Sons of Mayhem (1997) - demo